# ジョン・H・ストレーシー
ジョン・H・ストレーシー（John H. Stracey、1950年9月22日 - ）は、イギリスの元男性プロボクサー。ロンドン出身。元WBC世界ウェルター級王者。

## 来歴
アマチュアの名選手として活躍、1968年のメキシコ五輪に英国代表として出場するが2回戦で敗退。翌年にプロ転向、デビュー以来1引分けを挟んで22連勝を記録。1973年6月にボビー・アーサーを破り英国ウェルター級チャンピオン、翌1974年には欧州ウェルター級チャンピオンとなる。
1975年12月6日、WBC世界ウェルター級王者ホセ・ナポレスと対戦し、6回KOの番狂わせで王座を獲得、ナポレスを引退に追い込んだ。
1976年3月20日、技巧派ヘッジモン・ルイスを退け初防衛に成功。しかし同年6月22日、メキシコの強豪カルロス・パロミノに12回KO負け、王座を明け渡した。

## 通算戦績
51戦45勝（37KO）5敗1分

## 獲得タイトル
- EBUヨーロッパウェルター級王座
- WBC世界ウェルター級王座（防衛1）

## 表彰
- 1975年度リングマガジン アップセット・オブ・ザ・イヤー（ホセ・ナポレス戦）